# Carex atrosquama
Carex atrosquama är en halvgräsart som beskrevs av Kenneth Kent Mackenzie. Carex atrosquama ingår i släktet starrar, och familjen halvgräs. Inga underarter finns listade i Catalogue of Life.